# آزابودای هیلز
آزابودای هیلز (به ژاپنی: 麻布台ヒルズ, Azabudai Hiruzu)، مجموعه ای از سه آسمان‌خراش در توکیو، ژاپن است. این مجموعه شامل بلندترین ساختمان در توکیو و ژاپن است. بلندترین بلوک از این مجموعه سه‌گانه، با ۶۴ طبقه و ارتفاع ۳۲۵٫۵ متر مرتفع‌ترین ساختمان در ژاپن است.
طراحی شده توسط شرکت معماری سزار پلی و توسعه یافته توسط موری بیلدینگ، تخمین زده می‌شود که این پروژه حدود ۵۸۰ میلیارد ین ژاپن (۴٫۴ میلیارد دلار) هزینه داشته باشد.
از ژوئیه ۲۰۲۳، «ایستگاه آزابودای» اتوبوس توئی به «آزابودای هیلز» تغییر یافت.
مساحت تأسیسات تجاری در قسمت زیرین هر بلوک تقریباً ۲۴۰۰۰ متر مربع می‌باشد. ۱۵۰ فروشگاه در زمینه مد، زیبایی، فرهنگ، هنر و سلامتی وجود دارد. در حال حاضر نام هیچ مستأجری اعلام نشده‌است، اما انتظار می‌رود که مد با فروشگاه‌های سطح بالا مانند مارک‌های لوکس و مغازه‌های منتخب پر شود.